# Emma Cohen
Pour les articles homonymes, voir Cohen.
Emma Cohen (née Emmanuela Beltrán Rahola, Barcelone, 21 novembre 1946- Madrid, 11 juillet 2016) est une actrice, réalisatrice et femme de lettres espagnole.

## Biographie
D'une famille de la haute bourgeoisie, elle abandonne ses études de droit à Barcelone pour faire du théâtre,. Elle débute au cinéma en 1968 dans Tuset Street de Jorge Grau, avec Sara Montiel.
Elle fait partie du jury du Concours Eurovision de la chanson 1972. Elle commence en 1976 à réaliser des courts métrages,.
De 1979 à 1980, elle joue dans l'émission télévision pour la jeunesse Barrio Sésamo, adaptation de Sesame Street, sur la chaîne TVE. Son interprétation de la poule géante Caponata, dont elle fait un personnage féministe, la rend très populaire en Espagne,.
À partir de 1983, elle publie des romans.
Elle vit avec le réalisateur Fernando Fernán Gómez depuis les années 1970,. Elle l'a quitté pendant un an pour vivre avec l'écrivain Juan Benet en 1981,, avant de se remettre en ménage avec le réalisateur. Emma Cohen et Fernando Fernán Gómez se marient en 2000.
Elle meurt d'un cancer en 2016.

## Filmographie partielle

### Cinéma
- 1970 : Têtes coupées de Glauber Rocha : danseuse gitane
- 1971 : Les Pétroleuses de Christian-Jaque : Virginie
- 1971 : Deux Mâles pour Alexa (Fieras sin jaula) de Juan Logar : Catherine
- 1971 : Des Espagnoles à Paris (Españolas en París) de Roberto Bodegas
- 1971 : Le Plafond de verre (El techo de cristal) d'Eloy de la Iglesia : Rosa
- 1972 : La semana del asesino d'Eloy de la Iglesia : Paula
- 1972 : Trop jolies pour être honnêtes de Richard Balducci : Martine
- 1972 : Condenados a vivir de Joaquín Luis Romero Marchent : Sarah Brown
- 1973 : El espanto surge de la tumba de Carlos Aured : Elvira
- 1973 : Le Miroir obscène de Jesús Franco : Ana Oliveira / Annette Whitman
- 1974 : La Femme aux bottes rouges de Juan Luis Buñuel : Sophie
- 1976 : Nosotros que fuimos tan felices d'Antonio Drove : Alicia
- 1977 : ¡Bruja, más que bruja! (es) de Fernando Fernán Gómez
- 1986 : Mambru s'en va-t-en guerre de Fernando Fernán Gómez : Encarna
- 1989 : El mar y el tiempo de Fernando Fernán Gómez : Lupe
- 1991 : Le Roi ébahi d'Imanol Uribe : duchesse veuve del Maestrazgo

### Télévision
- 1974-1975 : El pícaro : Manuela
- 1988 : Gatos en el tejado : Sole
- 1992 : No sé bailar : Escarlata
- 2008 : Cuéntame cómo pasó : Doña Virtudes

## Œuvres littéraires
- Toda la casa era una ventana (1983)
- Alba, reina de las avispas (1986)
- Negras tierras negras (1988)
- Hechizos, filtros y conjuros eróticos (1990)
- Miranda Hippocampus o La isla del aire (1990)
- Rojo milady (1993)
- Muerte dulce (1993)
- Loca magnolia (1996)
- Magia amorosa para desesperadas y desesperados (2014)

## Distinctions
- TP de Oro 1973 : meilleure actrice nationale dans la série Tres eran tres et dans Novela
- TP de Oro 1988 : meilleure actrice dans Gatos en el tejado[10]